# Kim Jeong-ho (Diplomat)

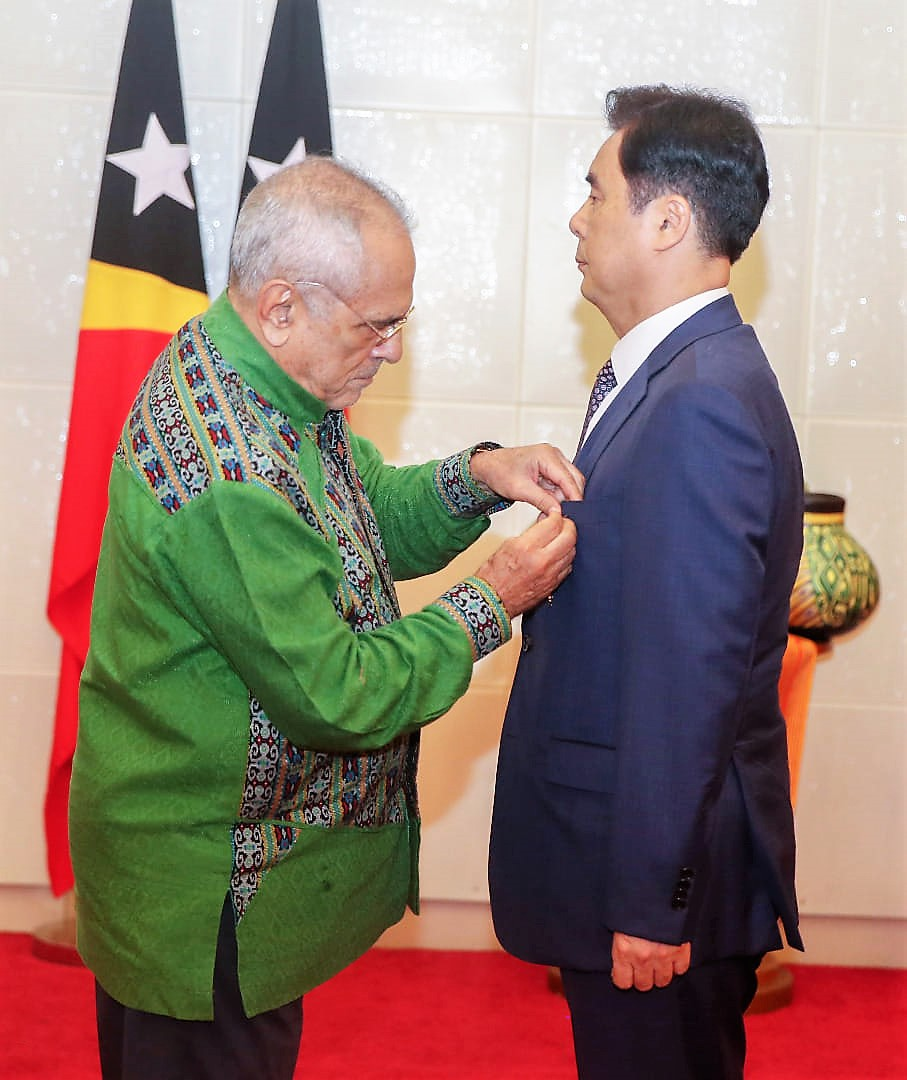
Kim erhält die Ehrenmedaille Osttimors von Präsident José Ramos-Horta (2023)

Kim Jeong-ho ist ein südkoreanischer Diplomat und Soldat.
35 Jahre war Kim Mitglied der koreanischen Streitkräfte. Im November 2020 wurde er zum Botschafter Südkoreas in Osttimor ernannt. Am 15. Januar 2021 übergab Kim seine Akkreditierung an Staatspräsident Francisco Guterres. Kim folgt damit im Amt Lee Chin-bum. Am 7. Januar 2023 wurde Kim als ausscheidender Botschafter von Präsident José Ramos-Horta die Medalha de Mérito verliehen.